# Přepis ruské cyrilice do latinky
Přepis z ruštinou používané cyrilice do latinky, tedy transliterace, je popsán v první části článku. Návod k transkripci, tedy na přepis ze zvukové podoby ruského jazyka, významný pro běžný život, je připojen níže.

## Transliterace
Transliterace cyrilice je upravena normou ISO 9:1995, která je totožná s normou GOST 7.79. V Česku byla tato norma přijata jako ČSN ISO 9. Dříve měla svoji důležitost dnes neplatná norma GOST 16876-71, jenž byla vytvořena v 70. letech 20. století pro potřeby sovětské kartografie.
V českém prostředí tradice transliterace ruské cyrilice vznikla na základě diskuse Vavřince Josefa Duška a Jaroslava Bidla na stránkách Českého časopisu historického v letech 1904–1905. Bidlo v ní obhájil koncepci tzv. „mechanické transskripce“ nezohledňující např. přízvuky apod. (podobné zásady nevyužívala jen transliterace, ale i současná transkripce) Transliterace se ustálila především v katalogizační praxi v knihovnách (Z. V. Tobolka, 1921, a pro pravidla katalogu základního v roce 1925 Jaroslav Sutnar). Šířeji platnou normu navrhla v roce 1939 transliterační komise Slovanského ústavu (referent: Bohuslav Havránek, předseda: Oldřich Hujer), která se odvolává na starší české systémy a v případě ruštiny též na systém schválený v roce 1925 AV SSSR. Transliterační systém na úrovni národní normy byl přijat roku 1977 v podobě ČSN 01 0185 (platná do roku 2003). Poté byla přijata ISO 9 jako česká státní norma. Vedle toho se stále odlišují například zásady transliterace v českých knihovnách (vypracované 2004, protože přijetím nové normy „by byla narušena dosavadní kontinuita katalogů a rejstříků“).
V moderní ruské praxi existuje řada neslučitelných standardů pro romanizaci ruské cyrilice, z nichž žádná nebyla hodně oblíbená a ve skutečnosti je transliterace často prováděna bez jednotných standardů.

### Tabulka transliterace ruské cyrilice podle ISO 9:1995
| Cyrilice | Latinka | Příklad                  |
| -------- | ------- | ------------------------ |
| А, а     | A, a    | адрес – adres            |
| Б, б     | B, b    | баба – bаbа              |
| В, в     | V, v    | вы – vy                  |
| Г, г     | G, g    | голова – golova          |
| Д, д     | D, d    | да – da                  |
| Е, е     | E, e    | еда – eda                |
| Ё, ё     | Ë, ë    | ёлка – ëlka              |
| Ж, ж     | Ž, ž    | журнал – žurnal          |
| З, з     | Z, z    | звезда – zvezda          |
| И, и     | I, i    | книга – kniga            |
| Й, й     | J, j    | первый – pervyj          |
| К, к     | K, k    | как – kak                |
| Л, л     | L, l    | липа – lipa              |
| М, м     | M, m    | муж – muž                |
| Н, н     | N, n    | нижний – nižnij          |
| О, о     | O, o    | общество – obŝestvo      |
| П, п     | P, p    | пара – para              |
| Р, р     | R, r    | рыба – ryba              |
| С, с     | S, s    | сестра – sestra          |
| Т, т     | T, t    | товарищ - tovariŝ        |
| У, у     | U, u    | утро – utro              |
| Ф, ф     | F, f    | физика – fizika          |
| Х, х     | H, h    | химический – himičeskij  |
| Ц, ц     | C, c    | центральный – centraľnyj |
| Ч, ч     | Č, č    | часы – časy              |
| Ш, ш     | Š, š    | школа – škola            |
| Щ, щ     | Ŝ, ŝ    | щит – ŝit                |
| ъ        | "       | объявление – ob"âvlenie  |
| Ы, ы     | Y, y    | был – byl                |
| ь        | ´       | альбом – aľbom           |
| Э, э     | È, è    | это – èto                |
| Ю, ю     | Û, û    | южный – ûžnyj            |
| Я, я     | Â, â    | яма – âma                |

## Transkripce ruštiny do češtiny
Jako základ pro transkripci lze běžně využívat psanou ruštinu. Nejběžnější transkripční systém ruštiny do české latinky obsahují akademická Pravidla českého pravopisu z roku 1993. Některé specifické případy jsou pak popsány níže.

### Tabulka transkripce
| Azbuka  | А | Б | В | Г | Д | Е        | Ё  | Ж | З | И | Й | К | Л | М | Н | О | П | Р | С | Т | У | Ф | Х  | Ц | Ч | Ш | Щ  | Ъ | Ы | Ь | Э | Ю  | Я  |
| Latinka | A | B | V | G | D | E, Ě, JE | JO | Ž | Z | I | J | K | L | M | N | O | P | R | S | T | U | F | CH | C | Č | Š | ŠČ | — | Y | — | E | JU | JA |

### Upřesnění některých případů
| Azbuka | Latinka         | Poznámka | Příklad azbuka      | Příklad latinka     |
| ------ | --------------- | --- | ------------------- | ------------------- |
| E      | E               | Ve všech případech kromě: 1. po D, T, N; 2. na začátku slova; 3. po samohláskách a po Ъ, Ь                                                          | Сергей Веселовский  | Sergej Veselovskij  |
| E      | Ě               | 1. po D, T, N s výjimkou u slov neslovanského původu (Штейн – Štejn); 2. výjimečně možné také po B, P, V u vžitých jmen připomínajících jména česká | Тургенев, Белинский | Turgeněv, Bělinskij |
| E      | JE              | 1. na začátku slova; 2. po samohláskách a po Ъ, Ь                                                                                                   | Егор, Вересаев      | Jegor, Veresajev    |
| Ё      | jo              | Ve všech případech kromě: 1. po д, т, н; 2. po ж, ш, ч, щ                                                                                           | ёлка                | jolka               |
| Ё      | ďo, ťo, ňo      | po д, т, н | Будённый            | Buďonnyj            |
| Ё      | o               | po ж, ш, ч, щ | шёлк                | šolk                |
| И      | I               | Ve všech případech kromě po Ь | Марии               | Marii               |
| И      | JI              | Po Ь | Ильич               | Iljič               |
| Я, Ю   | JA, JU          | Ve všech případech kromě po D, T, N | Юрий Пятницкий      | Jurij Pjatnickij    |
| Я, Ю   | ĎA, ŤA, ŇA atp. | Po D, T, N | Володя Тюрчев       | Voloďa Ťurčev       |
| Ъ      | nepřepisuje se  | | съезд               | sjezd               |
| Ь      | nepřepisuje se  | Ve všech případech kromě po D, T, N | Горький             | Gorkij              |
| Ь      | Ď, Ť, Ň         | Po D, T, N | Третьяков           | Treťjakov           |
| KC     | X               | Je-li zřetelný neruský původ | Александров, Маркс  | Alexandrov, Marx    |
| KC     | KS              | Není-li zřetelný neruský původ | Аксанов             | Aksanov             |

### Další pravidla
- Ruská jména neruského původu: Přepisovat podle ruského znění, nikoli podle předpokládaného původního znění: Штейн – Štejn
- Cizí jména psaná v ruštině podle ruské výslovnosti: Ponechat v původní neruské podobě: Шекспир, Гегель – Shakespeare, Hegel
- Historická osobní jména: Počešťovat, pokud mají v češtině ekvivalent: Пётр I., Моисей – Petr I., Mojžíš
- Zeměpisná jména vžitá: Počešťovat, pokud mají v češtině ekvivalent: Галиция, Абиссиния – Halič, Habeš
- Počáteční písmena jmen (iniciály): Nepřevádět mechanicky počáteční písmena, vycházet z celkové podoby jména v latince: Е. Я. (Евгений Яковлевич) – J. J.
- Samohlásky vyslovované v ruštině redukovaně nebo s akáním: Při přepisu nebrat zřetel na výslovnost: Воропаев – Voropajev

Dle: Doc. M. Waldmannová, Ing. N. Fedosov a kol.: Textová cvičebnice ruského jazyka pro stavební fakulty, SPN, n. p. Praha 1967